# Robert Armstrong

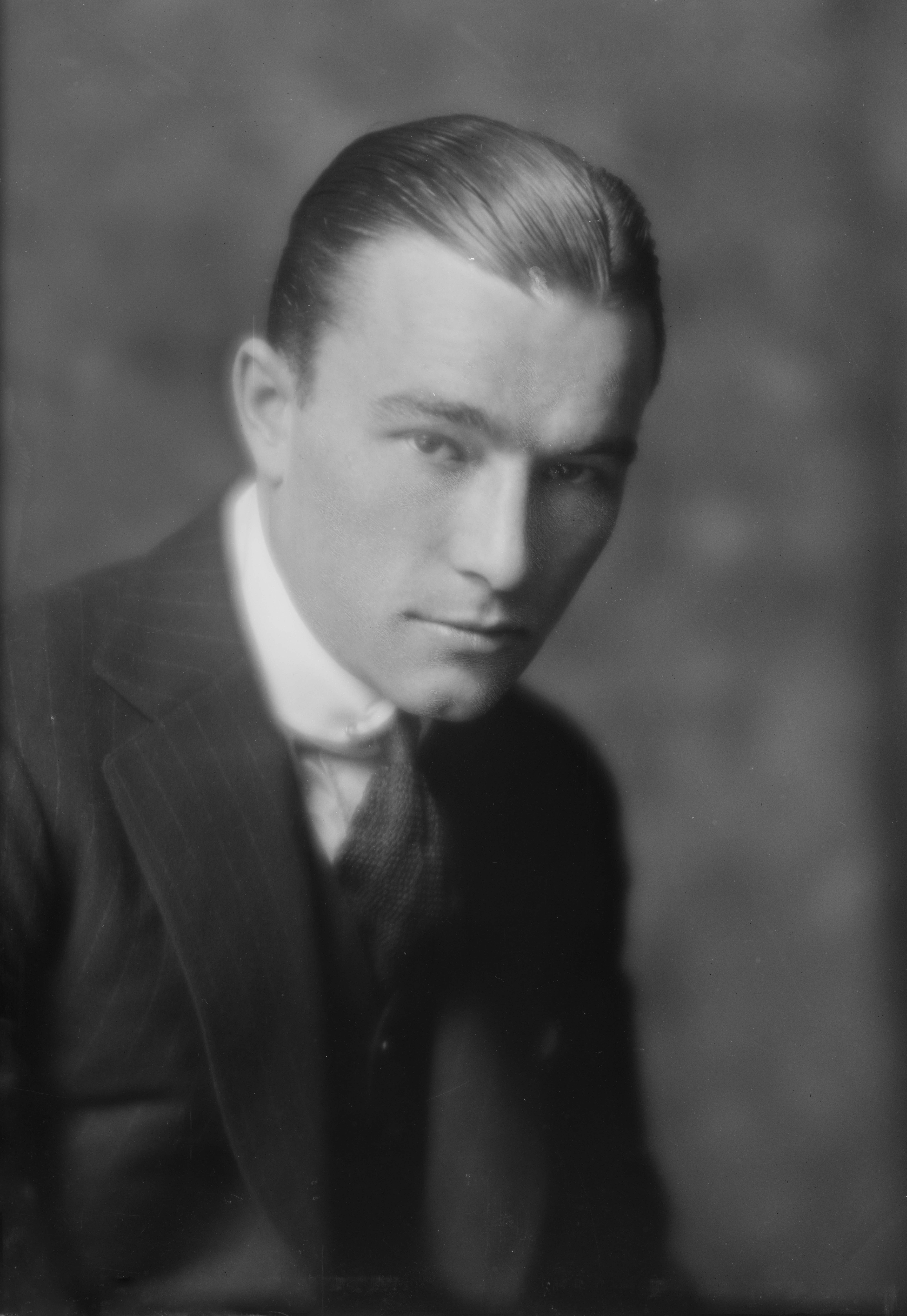
Robert Armstrong (um 1915)

Robert William Armstrong (* 20. November 1890 in Saginaw, Michigan; † 20. April 1973 in Santa Monica, Kalifornien) war ein US-amerikanischer Schauspieler, der vor allem durch seine Hauptrolle in King Kong und die weiße Frau bekannt wurde. 

## Leben
Robert Armstrong wurde als Sohn eines Bootshändlers am Lake Michigan geboren. Nachdem er ursprünglich an der University of Washington studierte, überzeugte ihn sein Onkel – der Autor und Theaterproduzent Paul Armstrong –, eine Karriere als Schauspieler einzuschlagen. Er begann seine Laufbahn am Theater und schloss sich der Schauspieltruppe von James Gleason an. Zwischenzeitlich diente er auch im Ersten Weltkrieg. Zwischen 1919 und 1926 spielte Armstrong in vier Broadway-Produktionen, teilweise in Hauptrollen.
1928 konnte sich Armstrong mit neun Filmen als Filmschauspieler in Hollywood etablieren. In kleineren Filmen übernahm er mit seiner maskulinen, seriösen Ausstrahlung auch Hauptrollen, während er in Großproduktionen meist nur die Sidekicks der großen Stars darstellte. Seine bekannteste Rolle – und eine Hauptrolle – hatte er als ehrgeiziger Filmregisseur Carl Denham im Filmklassiker King Kong und die weiße Frau (1933) unter Produktion Merian C. Cooper und David O. Selznick, der vor allem durch seine wegweisenden Spezialeffekte legendär wurde. Im Gedächtnis blieben vor allem seine letzten im Film gesprochenen Worte: „Das waren nicht die Flugzeuge – es war Schönheit, die das Biest getötet hat.“ Parallel zu King Kong wurde von denselben Produzenten auch Graf Zaroff – Genie des Bösen gefilmt, ebenfalls mit Armstrong in einer größeren Nebenrolle. Noch im selben Jahr verkörperte er Carl Denham erneut im Sequel King Kongs Sohn; 16 Jahre später hatte er mit Panik um King Kong einen weiteren Auftritt einem King Kong-Film, diesmal allerdings in einer anderen Rolle. Armstrong war mit King Kong-Produzent Cooper befreundet und ähnelte diesem auch äußerlich, beide drehten viele Filme zusammen, weshalb Armstrong häufiger als das Alter Ego Coopers auf der Leinwand bezeichnet wurde.
Nach seiner Rolle als Carl Denham erhielt er einige gute Haupt- und Nebenrollen, allerdings ohne den Durchbruch zum wirklichen Filmstar zu schaffen. Armstrong hatte unter anderem eine größere Nebenrolle in Der FBI-Agent neben James Cagney und spielte die Hauptfigur in der oscarnominierten Komödie The Girl Said No. Häufig verkörperte er harte Kerle wie Polizisten, Agenten, Reporter oder Manager. In den 1950er-Jahren wandte sich der mittlerweile über 60-jährige Armstrong dem Fernsehen zu. Er hatte unter anderem eine wiederkehrende Rolle in insgesamt 28 Folgen der Serie State Trooper (1956–1959). Nach einem Auftritt in der Komödie For Those Who Think Young an der Seite von James Darren und Pamela Tiffin zog Armstrong sich 1964 aus dem Geschäft zurück.
Seine erste Ehe führte er zwischen 1920 und 1925 mit der Schauspielerin Peggy Allenby (1901–1966), sie wurde geschieden. Auch seine zweite Ehe mit Ethel V. Jones von 1926 bis 1931 wurde geschieden. Seine dritte Ehe mit Gladys Dubois zwischen 1936 und 1939 endete wiederum in einer Scheidung. Armstrongs letzte Ehe mit Claire Louise Frisbie hielt von 1940 bis zu seinem Tod. 1973 verstarb er im Alter von 82 Jahren an Krebs, einen Tag bevor der Produzent der King-Kong-Filme, Merian C. Cooper, ebenfalls starb. Er liegt auf dem Westwood Memorial Park in Los Angeles begraben.

## Filmografie (Auswahl)
- 1927: The Main Event
- 1928: The Leopard Lady
- 1928: Blaue Jungs – blonde Mädchen (A Girl in Every Port)
- 1928: The Cop
- 1929: The Leatherneck
- 1929: The Racketeer
- 1930: Paid
- 1931: Iron Man
- 1932: Die letzten Vier (The Lost Squadron)
- 1932: Radio-Polizei-Patrouille (Radio Patrol)
- 1932: Graf Zaroff – Genie des Bösen (The Most Dangerous Game)
- 1933: King Kong und die weiße Frau (King Kong)
- 1933: Fast Workers
- 1933: King Kongs Sohn (The Son of Kong)
- 1934: Search for Beauty
- 1935: Der FBI-Agent (G Men)
- 1935: Little Big Shot
- 1935: Was geschah gestern? (Remember Last Night?)
- 1936: The Ex-Mrs. Bradford
- 1937: The Girl Said No
- 1938: Millionärin auf Abwegen (There Goes My Heart)
- 1939: Rache für Alamo (Man of Conquest)
- 1939: Unmarried
- 1940: Service with the Colors (Kurzfilm)
- 1940: Behind the News
- 1941: Dive Bomber
- 1943: Der Sheriff von Kansas (The Kansan)
- 1943: The Mad Ghoul
- 1944: Belle of the Yukon
- 1945: Spionage in Fernost (Blood on the Sun)
- 1946: Blonder Lockvogel (Decoy)
- 1947: Endlos ist die Prärie (The Sea of Grass)
- 1947: Befehl des Gewissens (The Fugitive)
- 1948: Der Schrecken von Texas (Return of the Bad Men)
- 1948: Sein Engel mit den zwei Pistolen (The Paleface)
- 1949: The Lucky Stiff
- 1949: Panik um King Kong (Mighty Joe Young)
- 1950: Käpt’n China (Captain China)
- 1951–1952: The First Hundred Years (Fernsehserie, mind. 20 Folgen)
- 1955: Las Vegas Shakedown
- 1956: Cheyenne (Fernsehserie, 1 Folge)
- 1956–1959: State Trooper (Fernsehserie, 28 Folgen)
- 1958: Mädchen zum Mitnehmen (Girl with an Itch)
- 1958–1964: Perry Mason (Fernsehserie, 4 Folgen)
- 1959: 26 Men (Fernsehserie, 2 Folgen)
- 1960: Dezernat M (M Squad, Fernsehserie, 1 Folge)
- 1960: Sugarfoot (Fernsehserie, 1 Folge)
- 1960: Gold in Alaska (The Alaskans, Fernsehserie, 1 Folge)
- 1960: Lawman (Fernsehserie, 2 Folgen)
- 1960/1962: Alfred Hitchcock präsentiert (Alfred Hitchcock Presents, Fernsehserie, 2 Folgen)
- 1961: Am Fuß der blauen Berge (Laramie, Fernsehserie, 1 Folge)
- 1961: Tausend Meilen Staub (Rawhide, Fernsehserie, 1 Folge)
- 1961: Lassie (Fernsehserie, 1 Folge)
- 1962: Alfred Hitchcock zeigt (The Alfred Hitchcock Hour, Fernsehserie, 1 Folge)
- 1963: 77 Sunset Strip (Fernsehserie, 1 Folge)
- 1963: Die Rache des Johnny Cool (Johnny Cool)
- 1964: For Those Who Think Young